# Unité urbaine de Saint-Amarin
L'unité urbaine de Saint-Amarin est une unité urbaine française centrée sur les communes de Fellering, Moosch, Oderen et Saint-Amarin, dans le département du Haut-Rhin en région Grand Est.

## Données générales
Dans le zonage réalisé par l'Insee en 2010, l'unité urbaine était composée de neuf communes.
Dans le nouveau zonage réalisé en 2020, elle est composée des neuf mêmes communes.
En 2022, avec 9 615 habitants, elle représente la 7e unité urbaine du département du Haut-Rhin.
En 2020, sa densité de population s'élève à 96 hab/km2. Par sa superficie, elle représente 2,88  % du territoire départemental et, par sa population, elle regroupe 1,27 % de la population du département du Haut-Rhin.

## Composition 2020 de l'unité urbaine
Elle est composée des neuf communes suivantes :
| Nom                 | Code Insee | Département | Statut       | Superficie (km2) | Population (dernière pop. légale) | Densité (hab./km2) | Modifier                                    |
| ------------------- | ---------- | ----------- | ------------ | ---------------- | --------------------------------- | ------------------ | ------------------------------------------- |
| Fellering           | 68089      | Haut-Rhin   | ville-centre | 21,29            | 1 585 (2022)                      | 74                 | modifier les données · modifier les données |
| Moosch              | 68217      | Haut-Rhin   | ville-centre | 15,25            | 1 612 (2022)                      | 106                | modifier les données · modifier les données |
| Oderen              | 68247      | Haut-Rhin   | ville-centre | 19,12            | 1 229 (2022)                      | 64                 | modifier les données · modifier les données |
| Saint-Amarin        | 68292      | Haut-Rhin   | ville-centre | 11,61            | 2 184 (2022)                      | 188                | modifier les données · modifier les données |
| Husseren-Wesserling | 68151      | Haut-Rhin   | banlieue     | 5,09             | 1 032 (2022)                      | 203                | modifier les données · modifier les données |
| Malmerspach         | 68199      | Haut-Rhin   | banlieue     | 2,66             | 484 (2022)                        | 182                | modifier les données · modifier les données |
| Mitzach             | 68211      | Haut-Rhin   | banlieue     | 6,41             | 377 (2022)                        | 59                 | modifier les données · modifier les données |
| Mollau              | 68213      | Haut-Rhin   | banlieue     | 8,82             | 334 (2022)                        | 38                 | modifier les données · modifier les données |
| Ranspach            | 68262      | Haut-Rhin   | banlieue     | 11,40            | 778 (2022)                        | 68                 | modifier les données · modifier les données |

## Évolution démographique
| 1968   | 1975  | 1982   | 1990   | 1999   | 2009   | 2014   | 2020  |
| ------ | ----- | ------ | ------ | ------ | ------ | ------ | ----- |
| 10 305 | 9 868 | 10 035 | 10 285 | 10 478 | 10 441 | 10 092 | 9 763 |

#### Données générales
- Unité urbaine
- Aire d'attraction d'une ville
- Aire urbaine (France)
- Liste des unités urbaines de France

#### Données démographiques en rapport avec l'unité urbaine de Saint-Amarin
- Aire d'attraction de Mulhouse
- Arrondissement de Thann-Guebwiller

#### Données démographiques en rapport avec le Haut-Rhin
- Démographie du Haut-Rhin